# クリスティアン・ロペズ
クリスティアン・ロペズ（Christian Lopez、1953年3月15日 - ）は、アルジェリア・アイン・ティムシェント出身のフランスの元サッカー選手。ポジションはディフェンダー。

## 略歴
サンテティエンヌでは10年以上に渡って守備の中心選手として通算452試合でプレー、4度のリーグ優勝を果たし、1975-76シーズンには決勝でFCバイエルン・ミュンヘンに0-1と惜敗したが、UEFAチャンピオンズカップ準優勝も果たした。
フランス代表として39試合の代表キャップがある。1978年ワールドカップアルゼンチン大会では2試合、1982年ワールドカップスペイン大会では4試合に出場した。

## タイトル
サンテティエンヌ
- リーグ・アン :  1973–74, 1974–75, 1975–76, 1980–81
- クープ・ドゥ・フランス : 1973–74, 1974–75, 1976–77
- UEFAチャンピオンズカップ準優勝 : 1975-76